# قسم الريف الغربي الريفي (رامز)
قسم الريف الغربي الريفي (بالفارسية: دهستان حومه غربی) هي قسم تقع في إيران في القسم المركزي. يقدر عدد سكانها بـ 12,985 نسمة .